# Proserpinus flavofasciata
Proserpinus flavofasciata är en fjärilsart som beskrevs av Walker 1856. Proserpinus flavofasciata ingår i släktet Proserpinus och familjen svärmare. Inga underarter finns listade i Catalogue of Life.

## Beskrivning

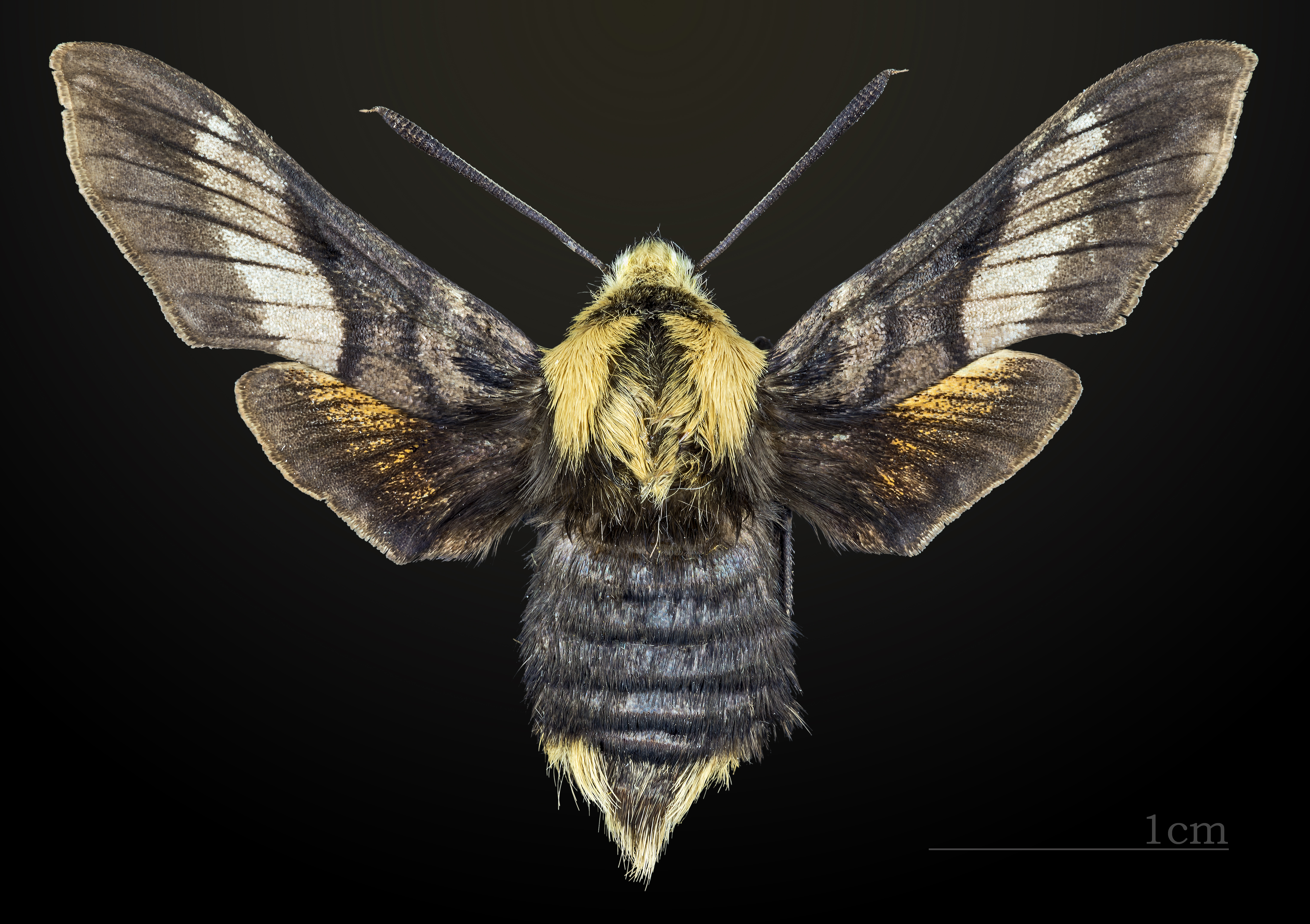
♂
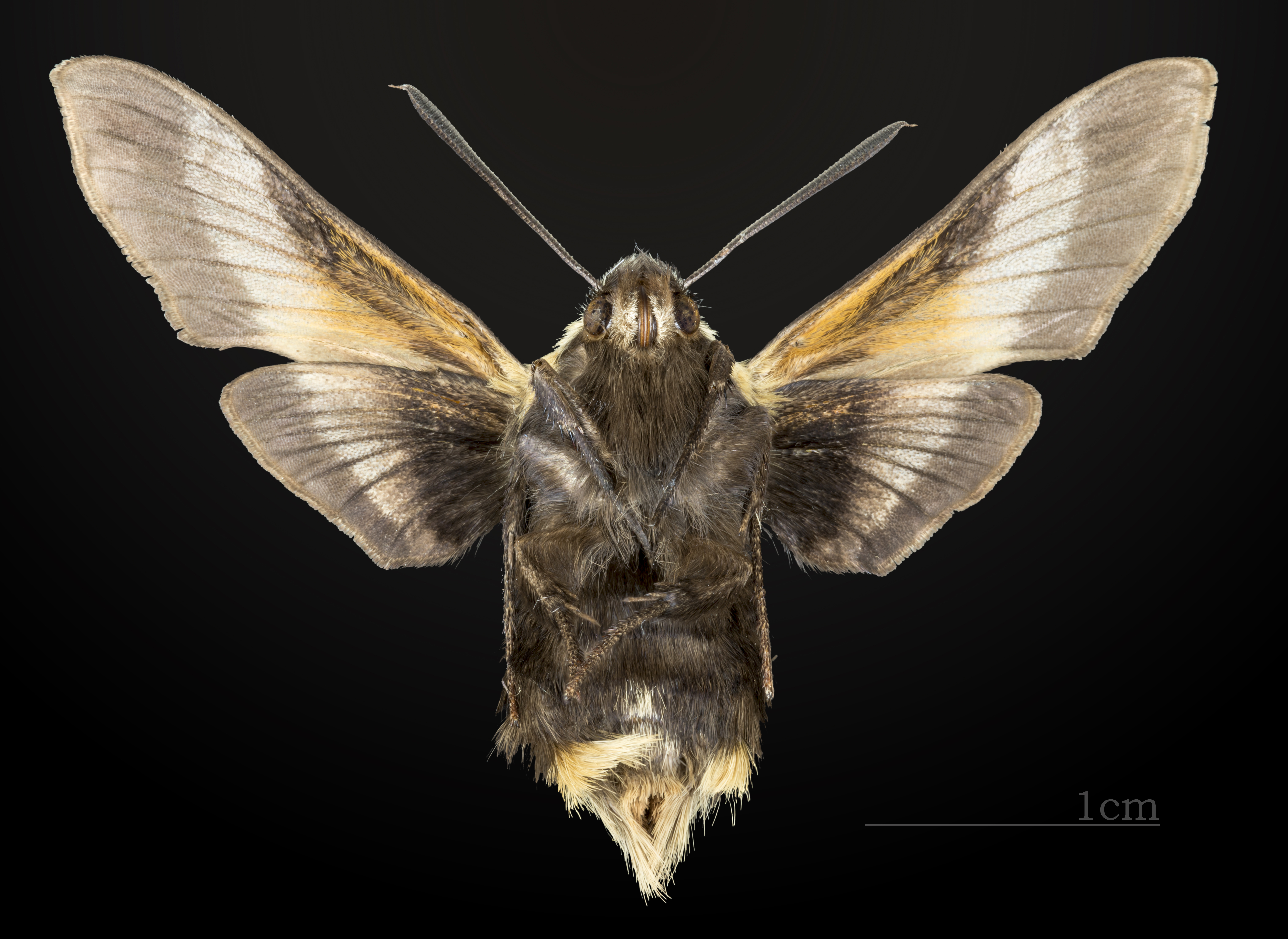
♂ △